# Stilbitgruppe

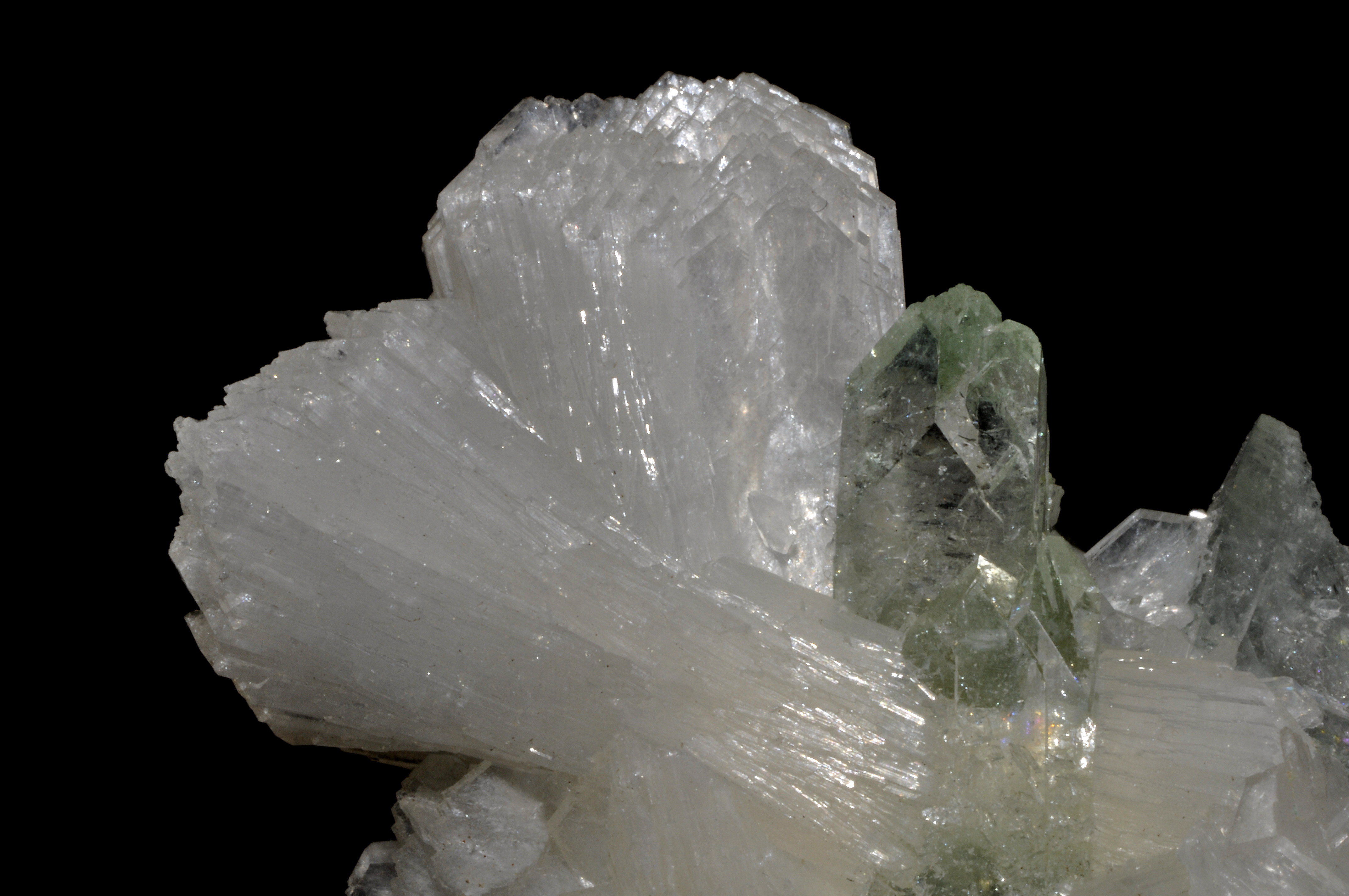
Stilbit (farblos, weiß) und Apophyllit (grün) aus Indien

Stilbit (auch Desmin oder Blätterzeolith) ist eine Sammelbezeichnung für die beiden Minerale Stilbit-Ca und Stilbit-Na sowie für die von ihnen gebildete Stilbitgruppe.
Beide Minerale gehören der Mineralklasse der „Silikate und Germanate“ an und bilden die Endglieder einer Mischreihe mit den chemischen Zusammensetzungen:
- Stilbit-Ca: NaCa4(Si27Al9)O72·28H2O[2]
- Stilbit-Na: Na9(Si27Al9)O72·28H2O[2]

Vereinfacht kann die Zusammensetzung auch als Mischformel in der Form (Ca,Na)9[(Si,Al)36O72]·28H2O für Stilbite mit dominierendem Calciumanteil angegeben werden. Bei einem dominierenden Natriumanteil wechselt entsprechend die Reihenfolge der Elemente in der ersten Klammer.
Beide Stilbite kristallisieren im monoklinen Kristallsystem und entwickeln überwiegend durchsichtige bis durchscheinende, prismatische oder tafelige Kristalle sowie komplexe Durchdringungszwillinge mit einem glasähnlichen Glanz auf den Oberflächen. Häufig finden sich auch garbenförmige oder körnige bis massige Mineral-Aggregate. In reiner Form sind Stilbit-Ca und Stilbit-Na farblos und durchsichtig. Durch vielfache Lichtbrechung aufgrund von Gitterbaufehlern oder polykristalliner Ausbildung können sie aber auch durchscheinend weiß sein und durch Fremdbeimengungen eine gelbliche, rosa bis rötliche und braune Farbe annehmen. Ihre Strichfarbe ist jedoch immer weiß.
Mit einer Mohshärte von 3,5 bis 4 sind Stilbite etwas härter als das Referenzmineral Calcit (Härte 3) bis ähnlich hart wie Fluorit (Härte 4). Entsprechend leicht lassen sich auch Stilbite mit dem Taschenmesser ritzen.

## Etymologie und Geschichte
Stilbit wurde 1756 von Axel Fredrik Cronstedt entdeckt und 1796 von René-Just Haüy beschrieben und nach altgriechisch στίλβη stílbe, deutsch ‚Glanz, Schimmer‘, wegen seines starken glas- bis permuttartigen Glanzes auf den Spaltflächen benannt.
Der Name Desmin wurde 1818 durch August Breithaupt geprägt und nimmt Bezug auf die charakteristische bündel- oder garbenförmige Aggregatform des Minerals (altgriechisch δεσμή desme, deutsch ‚Bündel‘).

## Klassifikation
In der veralteten 8. Auflage der Mineralsystematik nach Strunz gehörte der hier noch als ein Mineral geltende Stilbit zur Klasse der „Silikate“ und dort zur Abteilung der „Gerüstsilikate (Tektosilikate)“, wo er zusammen mit Brewsterit, Epistilbit, Heulandit, Klinoptilolith (auch Natron-Heulandit) und Stellerit die „Heulandit-Stilbit-Gruppe“ mit der Systemnummer VIII/F.12 innerhalb der Zeolithgruppe bildete.
In der zuletzt 2018 überarbeiteten Lapis-Systematik nach Stefan Weiß, die formal auf der alten Systematik von Karl Hugo Strunz in der 8. Auflage basiert, erhielt Stilbit-Ca die System- und Mineralnummer VIII/J.23-030 und Stilbit-Na die System- und Mineralnummer VIII/J.23-026. Dies entspricht in beiden Fällen ebenfalls der Abteilung „Gerüstsilikate“, wo die beiden Stilbite zusammen mit Barrerit, Brewsterit-Ba, Brewsterit-Sr, Epistilbit, Goosecreekit, Heulandit-Ba, Heulandit-Ca, Heulandit-K, Heulandit-Na, Heulandit-Sr, Klinoptilolith-Ca, Klinoptilolith-K, Klinoptilolith-Na und Stellerit eine unbenannte Gruppe mit der Systemnummer VIII/J.23 bilden.
Die von der International Mineralogical Association (IMA) zuletzt 2009 aktualisierte 9. Auflage der Strunz’schen Mineralsystematik ordnet Stilbit-Ca und Stilbit-Na in die erweiterte Klasse der „Silikate und Germanate“ und dort in die Abteilung der „Gerüstsilikate (Tektosilikate) mit zeolithischem H2O; Familie der Zeolithe“ ein. Diese ist zudem weiter unterteilt nach der Art der Bindungsform der Gerüste, so dass die beiden Minerale entsprechend ihrem Aufbau in der Unterabteilung „Tafeln mit 4-4-1-1 Struktureinheiten“ zu finden sind, wo sie ohne weitere Mitglieder die „Stilbitgruppe“ mit der Systemnummer 9.GE.10 bilden.
In der vorwiegend im englischen Sprachraum gebräuchlichen Systematik der Minerale nach Dana hat Stilbit-Ca die System- und Mineralnummer 77.01.04.03 und Stilbit-Na die System- und Mineralnummer 77.01.04.03a. Dies entspricht ebenfalls der Klasse der „Silikate“ und dort der Abteilung „Gerüstsilikate: Zeolith-Gruppe“, wo die beiden Stilbite zusammen mit Heulandit-Ca, Heulandit-Na, Heulandit-K, Heulandit-Sr, Heulandit-Ba, Klinoptilolith-K, Klinoptilolith-Na, Klinoptilolith-Ca, Stellerit und Barrerit in der Gruppe „Heulandit und verwandte Arten“ mit der Systemnummer 77.01.04 innerhalb der Unterabteilung „Echte Zeolithe“ zu finden ist.

## Kristallstruktur
Beide Stilbite kristallisieren im monoklinen Kristallsystem in der Raumgruppe C2/m (Raumgruppen-Nr. 12) mit jeweils einer Formeleinheit pro Elementarzelle und den folgenden, leicht voneinander abweichenden Gitterparametern
- Stilbit-Ca: a = 13,64 Å; b = 18,24 Å; c = 11,27 Å und β = 128,0°
- Stilbit-Na: a = 13,61 Å; b = 18,33 Å; c = 11,25 Å und β = 127,7°

Die Kristallstruktur von Stilbit ist der von Heulandit ähnlich, das heißt, auch bei Stilbit sind die Formeleinheiten zu einem Gerüst verknüpft. Beim Stilbit besteht dieses jedoch aus Kanälen mit Zehnerringen parallel zur a-Achse und Achterringen parallel zur c-Achse.

## Eigenschaften

### Morphologie

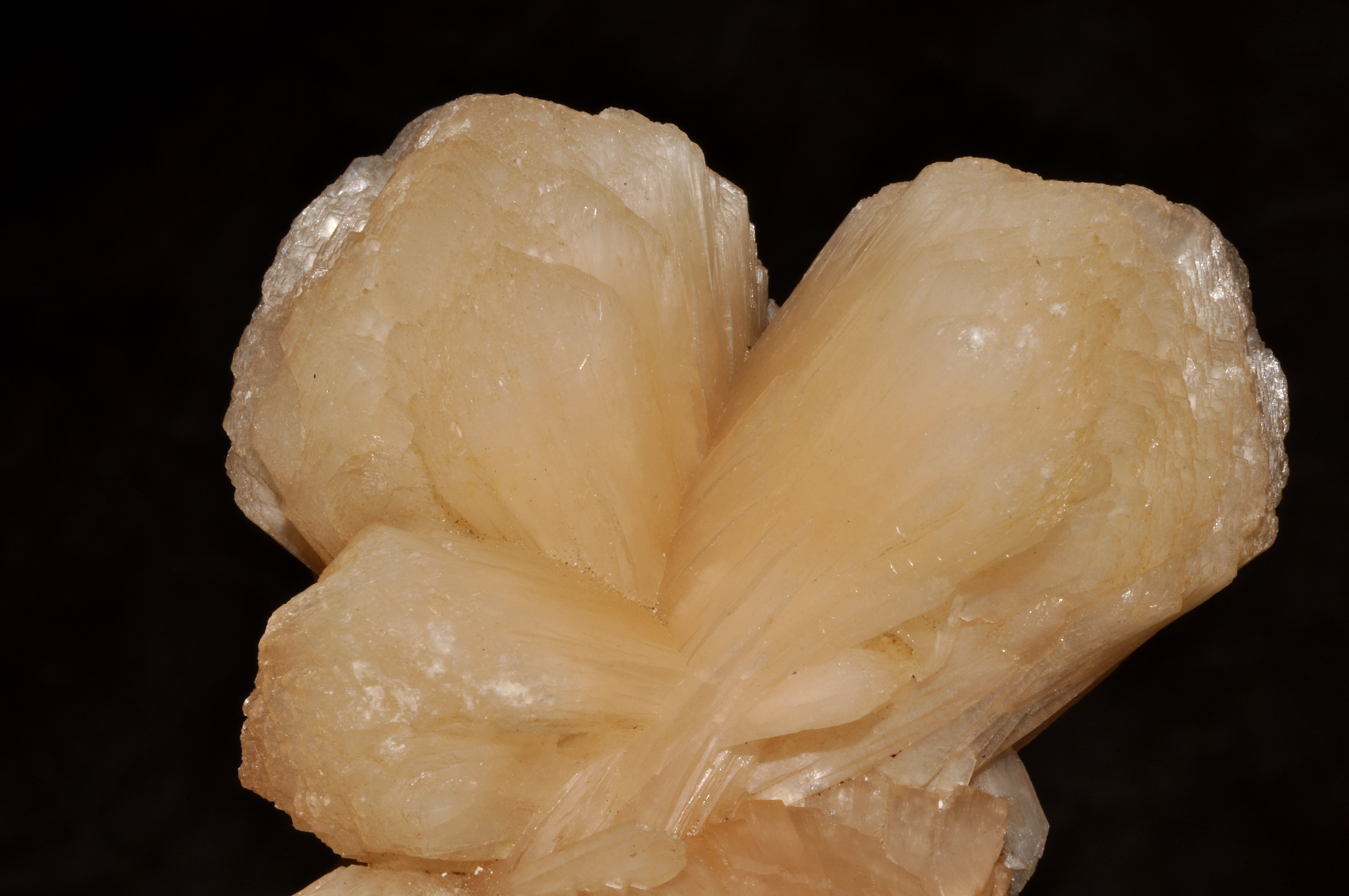
Deutliche Zwillingsbildung bei orangefarbenen Stilbitkristallen aus Indien

Die Kristalle des Stilbits haben oft ein charakteristisches, garbenförmiges Aussehen mit den augenscheinlich orthorhombischen Kombinationen {010}, {100} oder {111}. Tatsächlich handelt es sich jedoch um monokline Durchkreuzungszwillinge nach (010) und (001).

### Chemische und physikalische Eigenschaften
Stilbite sind in Salzsäure nur schwer löslich.

### Optische Eigenschaften
Beide Endglieder zeigen nur geringe Unterschiede in den optischen Eigenschaften:
| Mineral    | Brechzahlen                                                    | Doppelbrechung      | opt. Orientierung  | Dispersion der opt. Achsen |
| ---------- | -------------------------------------------------------------- | ------------------- | ------------------ | -------------------------- |
| Stilbit-Ca | nα = 1,484 bis 1,500 nβ = 1,492 bis 1,507 nγ = 1,494 bis 1,513 | δ = 0,010 bis 0,013 | zweiachsig negativ | 76° bis 78°                |
| Stilbit-Na | nα = 1,479 bis 1,492 nβ = 1,485 bis 1,500 nγ = 1,489 bis 1,505 | δ = 0,010 bis 0,013 | zweiachsig negativ | 76° bis 78°                |

## Bildung und Fundorte

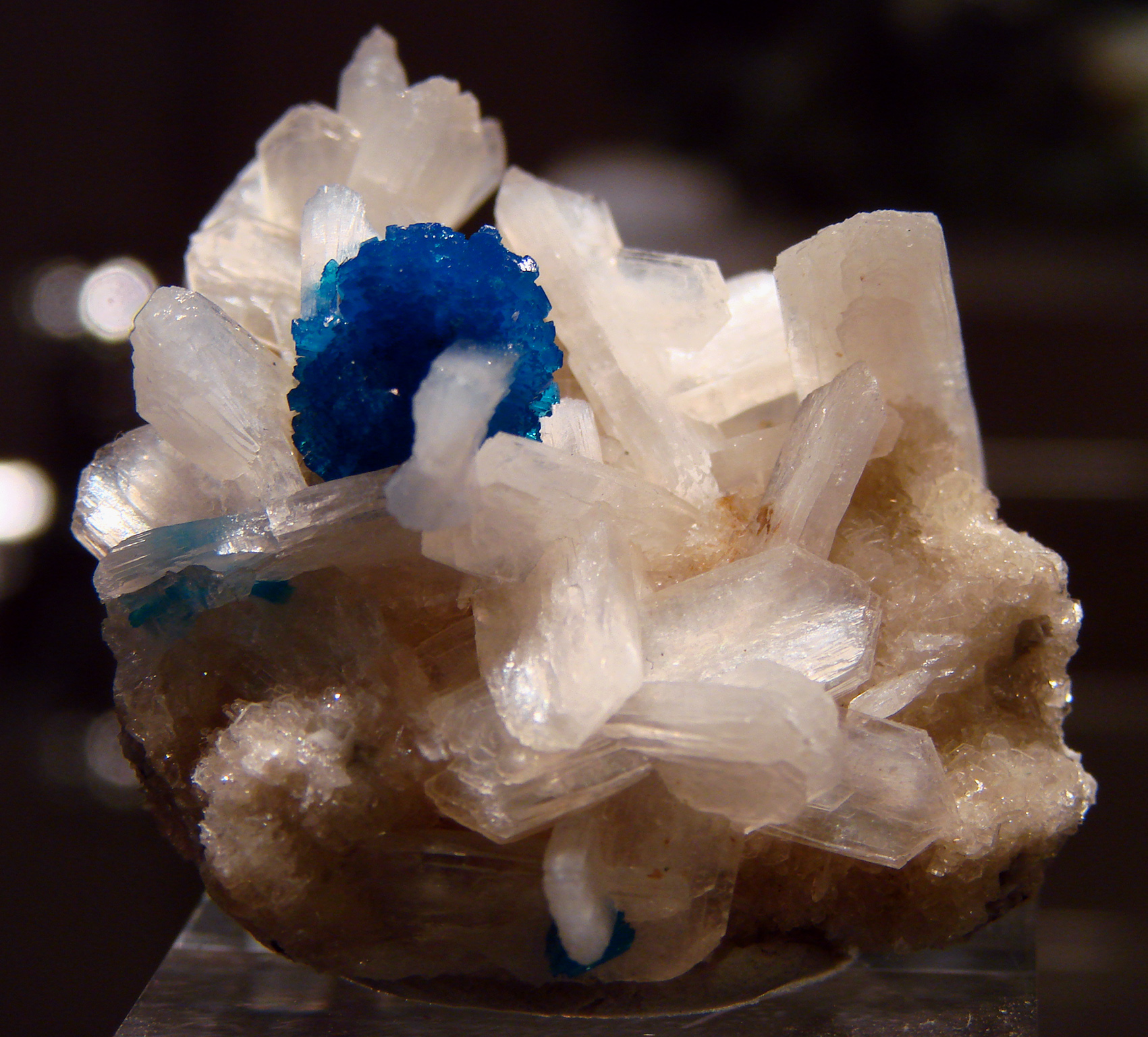
Cavansit auf weißem Stilbit

Stilbite bilden sich durch hydrothermale Vorgänge in Blasenräumen in Vulkaniten (Basalte und Basaltmandelsteine), Erzlagern bzw. -gängen oder in der Nähe von Thermalquellen, aber auch in Sedimentgesteinen und finden sich häufig in Paragenese mit Cavansit, Apophyllit und Calcit sowie mit verschiedenen anderen Zeolithen.
Stilbit-Ca wurde bisher an 146 Fundorten (Stand: 2009) nachgewiesen und findet sich damit um vieles häufiger als Stilbit-Na, der bisher an 14 Fundorten nachgewiesen wurde.
Fundorte für Stilbit-Ca sind unter anderem Bertrix in Belgien; Santa Catarina in Brasilien; Bayern, Niedersachsen, Sachsen und Thüringen in Deutschland; Frankreich; England, Nordirland und Schottland in Großbritannien; Nova Scotia und Québec in Kanada; Indien; mehrere Regionen in Italien; Steiermark und Tirol in Österreich; die Regionen des Ural und Ost-Sibirien in Russland; Schweden; Schweiz; Böhmen und Mähren in Tschechien; Ukraine; Ungarn; sowie viele Regionen in den USA.
Fundorte für Stilbit-Na sind unter anderem South Australia und Victoria in Australien; Indien; Piemont und Sardinien in Italien; sowie einige Regionen der USA.